# Pseudopterogorgia rubrotincta
Pseudopterogorgia rubrotincta is een zachte koraalsoort uit de familie Gorgoniidae. De koraalsoort komt uit het geslacht Pseudopterogorgia. Pseudopterogorgia rubrotincta werd in 1905 voor het eerst wetenschappelijk beschreven door Thomson & Henderson. 